# エッグチェア

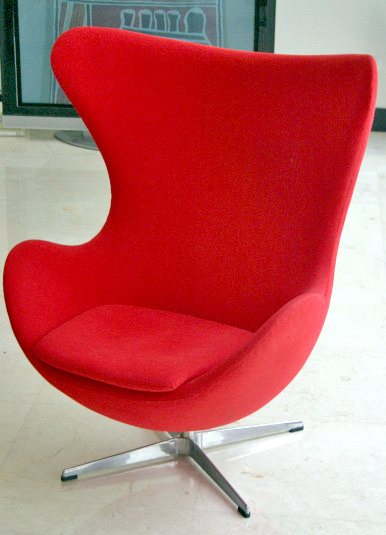
エッグチェア

エッグチェア（英語:Egg Chair）は、デザイナーのアルネ・ヤコブセンにより、1958年に作られた椅子の名称。デンマーク、コペンハーゲンのラディソンホテルのためにデザインした椅子である。椅子はフリッツ・ハンセン社により製造されている。

## 概要
エッグチェアは、デザインの実現に向け全体にまったく新しい素材を用いるなど、そのデザインにヤコブセンの典型的なスタイルがみられる。椅子はエーロ・サーリネンがデザインした「ウームチェア (Womb chair) 」に影響を受けたものと信じられているが、数々の敬意を表する声から、エッグチェアのデザインがより完全なものであると言われる。
エッグチェアに関連したヤコブセンの他の作品には、スワンチェア、セブンチェア、アントチェア、シガーチェアなどがあり、他にもグランプリチェア、ポットチェア、ジラーフチェアなどがある。椅子はスワンチェアもそうであったように、カウチ（長椅子）としてもデザインされた。しかしスワン・カウチのほうはいまだに製造されている一方で、エッグ・カウチのほうはごくわずかしか製造されていない。少数がラディソンホテルのために造られ、近年になり「特別版」として再び造られたものが残っている。少数だけにその値段も高額で、エッグ・カウチ一つにつきおよそ400000デンマーク・クローネ（60000ドルにあたる）の値がつけられている。
このエッグ・カウチの生産が限られている理由について、高級感を望む声のほか製造の難しさが挙げられており、長椅子を二頭の牛を丸々使った牛革で覆わなければならず大きすぎることも原因の一つである。そのため長椅子の中央で牛革を縫い合わせた跡がはっきり見えてしまうため、ヤコブセンの作風ではなくなってしまう。しかし、この問題は椅子張り用品に、革よりも布地を用いて製作することで解決できる。
そのほか、エッグチェアはメン・イン・ブラックやバック・トゥ・ザ・フューチャー PART2などの映画でも使用されている。